# Ad Verstijnen
Ad Verstijnen (Arnhem, 18 augustus 1946) is een Nederlandse kunstenaar die woont en werkt in Boxtel.
Hij volgde een opleiding aan de Academie voor Beeldende Vorming in Tilburg, alsmede een opleiding voor Teken-en Handvaardigheidleraar.

## Werk
Zijn werk wordt gekenmerkt door vele kleuren en vrolijke thema's. Verstijnen ontving diverse prijzen. In 2003 werd hij geselecteerd als een van de Nederlandse deelnemers aan de Olympische Sport & Art Contest in Athene 2004.
Naar eigen zeggen leerde Verstijnen op zijn opleiding realistisch te schilderen, later had hij meer behoefte aan vrijheid en voelde hij zich meer aangetrokken tot de Cobra-beweging en ontwikkelde hij een expressieve stijl van schilderen.